# Chiesa di Santa Maria della Pieve (Medole)
La chiesa di Santa Maria della Pieve o pieve di Medole è un edificio religioso situato nel comune di Medole, in provincia e diocesi di Mantova; fa parte del vicariato di San Luigi.

## Storia e descrizione
L'edificio, che si erge isolato alle porte del centro abitato, è una delle chiese romaniche più importanti e meglio conservate del mantovano.
Costruito a navata unica con tetto a capanna termina con un'abside semicircolare, a cui è addossato il campanile dotato di eleganti bifore. Le pareti si presentano in pietra, mattoni e ciottoli a vista disposti in modo irregolare.
Le pareti interne presentano affreschi ben conservati risalenti agli inizi del XIV secolo.